# Vaskijärvi (sjö i Nyland)
Vaskijärvi är en sjö i Högfors stad i Finland.   Den ligger i landskapet Nyland, i den södra delen av landet, 50 km nordväst om huvudstaden Helsingfors. Vaskijärvi ligger 104,3 meter över havet. Arean är 2,5 kvadratkilometer och strandlinjen är 9,83 kilometer lång. Sjön  ingår i Karisåns huvudavrinningsområde.   I omgivningarna runt Vaskijärvi växer i huvudsak blandskog. Den sträcker sig 2,4 kilometer i nord-sydlig riktning, och 1,7 kilometer i öst-västlig riktning.